# Bittium peruvianum
Bittium peruvianum is een slakkensoort uit de familie van de Cerithiidae. De wetenschappelijke naam van de soort is voor het eerst geldig gepubliceerd in 1841 door d'Orbigny als Cerithium peruvianum.